# Шір-Каде
Шір-Каде (перс. شيركده) — село в Ірані, у дегестані Дольфак, у бахші Хурґам, шагрестані Рудбар остану Ґілян. За даними перепису 2006 року, його населення становило 242 особи, що проживали у складі 59 сімей.

## Клімат
Середня річна температура становить 10,62°C, середня максимальна – 25,29°C, а середня мінімальна – -5,24°C. Середня річна кількість опадів – 388 мм.
| Клімат поселення                              | Клімат поселення | Клімат поселення | Клімат поселення | Клімат поселення | Клімат поселення | Клімат поселення | Клімат поселення | Клімат поселення | Клімат поселення | Клімат поселення | Клімат поселення | Клімат поселення | Клімат поселення |
| Показник                                      | Січ.             | Лют.             | Бер.             | Квіт.            | Трав.            | Черв.            | Лип.             | Серп.            | Вер.             | Жовт.            | Лист.            | Груд.            |                  |
| Середній максимум, °C                         | 5,89             | 6,05             | 8,21             | 14,06            | 19,43            | 23,86            | 25,29            | 25,12            | 21,02            | 18,03            | 11,45            | 6,74             |                  |
| Середня температура, °C                       | 0,33             | 0,48             | 2,64             | 8,49             | 13,87            | 18,29            | 21,24            | 21,08            | 16,96            | 14,00            | 7,38             | 2,68             |                  |
| Середній мінімум, °C                          | −5,24            | −5,09            | −2,92            | 2,92             | 8,31             | 12,74            | 17,18            | 17,01            | 12,91            | 9,93             | 3,34             | −1,37            |                  |
| Норма опадів, мм                              | 33               | 34               | 61               | 55               | 34               | 12               | 12               | 10               | 16               | 34               | 40               | 47               |                  |
| Середньомісячна швидкість вітру, м/с          | 2.00             | 2.50             | 2.67             | 2.76             | 2.31             | 2.09             | 2.18             | 2.01             | 1.81             | 1.81             | 2.10             | 2.05             |                  |
| Середньомісячна сонячна радіація, кДж/м²·день | 7669             | 10088            | 12496            | 16587            | 20482            | 23054            | 23254            | 20105            | 16983            | 12278            | 9296             | 7369             |                  |
| --------------------------------------------- | ---------------- | ---------------- | ---------------- | ---------------- | ---------------- | ---------------- | ---------------- | ---------------- | ---------------- | ---------------- | ---------------- | ---------------- | ---------------- |
| Джерело:                                      |                  |                  |                  |                  |                  |                  |                  |                  |                  |                  |                  |                  |                  |